# Classe Kairyu
Kairyu (海龍 Kairyū, Drago Marino) è una classe di minisommergibili progettati per la marina imperiale giapponese tra il 1943 ed il 1944. Vennero prodotti a partire dal 1945, ed avrebbero dovuto essere utilizzati per contrastare la flotta di invasione del Giappone. Non furono mai impiegati operativamente.

## Sviluppo
Lo sviluppo di un piccolo sommergibile da impiegare per la difesa costiera locale venne avviato intorno al 1943. Nel 1944, furono effettuate le prove in mare del nuovo battello e, nel febbraio dell'anno successivo, fu avviata la produzione in serie.

I piani della marina imperiale prevedevano la costruzione di ben 760 Kayriu, da utilizzare per contrastare la flotta di invasione alleata del Giappone. Tuttavia, a causa della fine delle ostilità, la produzione cessò nell'agosto successivo, dopo che erano stati costruiti 217 esemplari (principalmente presso il cantiere navale di Yokosuka). Ulteriori 207 rimasero incompleti.

Gli esemplari costruiti furono schierati in basi nascoste presso Kyūshū e Shikoku, ma non entrarono mai in azione a causa della fine delle ostilità.

## Tecnica

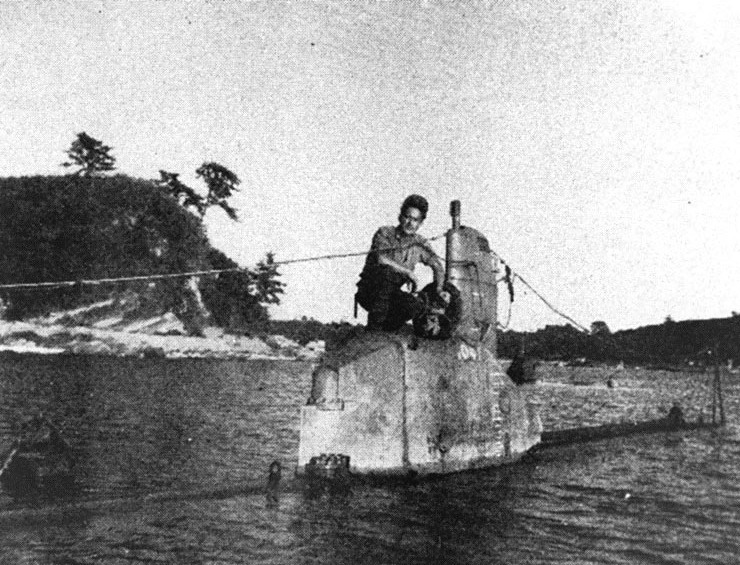
Un Kayriu in navigazione.

Dal punto di vista tecnico, i Kayriu erano basati sui precedenti Tipo A, anche se erano decisamente più piccoli.

Si trattava infatti di battelli di piccole dimensioni, con un dislocamento in immersione di 19,2 tonnellate, una lunghezza di 17,2 metri ed un diametro di 1,3. La propulsione in immersione era assicurata da un motore elettrico da 85 hp, che era in grado di spingere il sommergibile a 10 nodi. In emersione, invece, veniva utilizzato un propulsore a benzina da 80 hp, che consentiva di ricaricare le batterie ed una velocità massima di 7,5 nodi.

L'equipaggio, di due elementi, era alloggiato in uno spazio molto angusto, a causa dello scarso diametro dello scafo.

Inizialmente, l'armamento avrebbe dovuto essere costituito da due siluri da 457 mm, sistemati esternamente. Tuttavia, a causa della scarsità di torpedini, la maggior parte dei mezzi fu modificata per svolgere missioni suicide, con l'installazione di una carica di 600 kg di esplosivo a prua.

Alcune unità, utilizzate per l'addestramento, erano state equipaggiate con un secondo periscopio, sistemato nel retro della torre di comando.

La profondità massima operativa era di 100 metri.

## Esemplari superstiti
Dei 217 esemplari completati, oggi ne sopravvivono tre: due sono conservati in Giappone, l'altro negli Stati Uniti.
- Japanese Maritime Self-Defence Service School (Etajima, Giappone)
- Museo Yamato (Kure, Giappone)
- U.S. Navy Nautilus Submarine Force Library and Museum (Groton (Connecticut), Stati Uniti)